# Wilhelm Höttl
Wilhelm Georg Höttl (* 19. März 1915 in Wien; † 27. Juli 1999 in Bad Aussee) war ein österreichischer SS-Offizier, der während des Zweiten Weltkrieges Mitarbeiter des Reichssicherheitshauptamtes (RSHA) sowie des SD war und nach Kriegsende für alliierte Geheimdienste tätig wurde. Er leitete später ein privates Gymnasium, die Privatmittelschule Bad Aussee.

## Leben

### Vor dem Zweiten Weltkrieg
Wilhelm Höttl wurde am 19. März 1915 als Sohn des Juweliers Johann Baptist Höttl (* 11. August 1876 in Wien; † 5. März 1948 ebenda) und dessen Ehefrau Maria Georgia Josefia (geborene Renner; * 7. Dezember 1882 in Wien; † 5. März 1962 ebenda) im 6. Wiener Gemeindebezirk geboren und am 11. April 1915 auf den Namen Wilhelm Georg getauft. Seine Eltern hatten am 5. März 1905 in Wien-St. Leopold geheiratet. In Wien besuchte er die Volksschule und anschließend das Gymnasium im 5. Bezirk, in der Reinprechtstraße. Höttl studierte seit 1933 an der Universität in Wien Geschichte. Während des Studiums war er Mitglied der katholischen Jugendbewegung „Neuland“, aber auch bereits seit 1. März 1934 illegales Mitglied der NSDAP geworden. Im gleichen Monat wurde er Mitarbeiter der Dienststelle des Sicherheitsdienstes der NSDAP in Wien. Zur Informationsbeschaffung baute er ein Netz von Informanten auf, zu denen Personen aus unterschiedlichen gesellschaftlichen Bereichen gehörten.  Am 1. Februar 1934 war er der SS beigetreten (SS-Nummer 309.510). Durch diese Tätigkeit für die NSDAP kam er auch 1937 in Kontakt mit Ernst Kaltenbrunner. Er wurde im selben Jahr vor dem „Anschluss Österreichs“ an das Deutsche Reich an der Universität Wien mit einer Arbeit zur Turnbewegung zum Doktor der Philosophie promoviert. Am 27. Juni 1938 beantragte Höttl erneut die Aufnahme in die Partei und wurde rückwirkend zum 1. Mai aufgenommen (Mitgliedsnummer 6.309.016). Kurz nach dem erzwungenen Anschluss Österreichs im März 1938 übernahm Höttl dann die Leitung des Referates II/111 (Gegnerbekämpfung) im SD-Unterabschnitt Wien. Im selben Jahre heiratete Höttl standesamtlich und trat mit 5. Juli 1938 auch aus der katholischen Kirche aus.

### Tätigkeit im Zweiten Weltkrieg
Kurz vor Ausbruch des Zweiten Weltkriegs 1939 zog Höttl nach Berlin und wurde im Reichssicherheitshauptamt beschäftigt. Zuletzt im Range eines SS-Sturmbannführer kam er zum Amt VI (SD-Ausland), war hier zunächst in der Abteilung Italien, später Balkan eingesetzt. Gleichzeitig leitete er weiterhin die Abteilung VI Auslandsspionage des SD-Leitabschnitts Wien. Sein direkter Vorgesetzter war der Referatsleiter der Gruppe VI E SS-Obersturmbannführer Wilhelm Waneck (* 1909). Im Oktober 1941 wurde gegen Höttl, wegen angeblicher dienstlicher Verfehlungen, ein Disziplinarverfahren eingeleitet. Ohne ein gerichtliches Verfahren hatte der Chef des RSHA Reinhard Heydrich seine Versetzung zur Waffen-SS verfügt, zunächst bei der Leibstandarte SS Adolf Hitler und anschließend bei der 7. SS-Freiwilligen-Gebirgs-Division „Prinz Eugen“.
Dann war Höttl Adjutant von Ernst Kaltenbrunner und wurde 1943 zum SS-Obersturmbannführer (Oberstleutnant) befördert. Im Amt VI E war er ein wichtiger Mitarbeiter von Walter Schellenberg. Während der Besetzung Ungarns ab März 1944 war Höttl in der Botschaft des Deutschen Reichs in Ungarn bei Edmund Veesenmayer. Er gehörte dort dem Stab des Höheren SS- und Polizeiführers für Ungarn Otto Winkelmann in Budapest an, wo er ab März 1944 als dessen Stellvertreter tätig war. Dort traf er auch mit Kaltenbrunner zusammen, dieser hatte Höttl 1945 für einen Ministerposten in einer NS-separatistischen Regierung Österreichs vorgesehen.
Anfang 1945 erhielt Höttl von Kaltenbrunner eine Sondergenehmigung für den Unternehmer Fritz Westen, eine Lastwagenkolonne mit Wertgegenständen aus Kroatien abzutransportieren. Westen kam am 28. Februar 1945 bei Allen Welsh Dulles in Bern an.
Nach dem Ende des Zweiten Weltkrieges in Europa am 8. Mai 1945 sollte Höttl seine Kontakte in Budapest und Bukarest über die SD-Funkstelle Steyring mit Richtstrahler für den Counter Intelligence Corps (CIC) aktivieren.
Höttl wurde am 12. Mai 1945 bei Altaussee auf einer Alm verhaftet.

### Nach dem Zweiten Weltkrieg
Während des Nürnberger Prozesses gegen die Hauptkriegsverbrecher stand Höttl als Zeuge der Anklage zur Verfügung.
Anklagevertreter Major William F. Walsh zitierte am 14. Dezember 1945 eine eidesstattliche Erklärung Höttls vom 26. November 1945. Demnach habe Eichmann ihm Ende August 1944 ein „grosses Reichsgeheimnis“ anvertraut: „In den verschiedenen Vernichtungslagern seien etwa vier Millionen Juden getötet worden, waehrend weitere 2 Millionen auf andere Weise den Tod fanden, wobei der Grossteil davon durch die Einsatzkommandos der Sicherheitspolizei waehrend des Feldzuges gegen Russland durch Erschiessen getötet wurden.“
Höttl wurde von CIA-Direktor Allen Welsh Dulles für den CIC in Linz rekrutiert, wo er bis 1949 beschäftigt war. Wozu er sich den alliierten Geheimdiensten zur Verfügung stellte, liegt weitgehend im Dunkeln. Im Salzkammergut rekrutierte Höttl eine Organisation aus ehemaligen Angehörigen des SD, der Waffen-SS und Offizieren der Wehrmacht sowie aus Flüchtlingen aus Balkan-Staaten. Auch an einer Kontaktaufnahme früherer Nationalsozialisten mit der Führung der ÖVP, der sogenannten Oberweiser Konferenz, war er führend beteiligt.
Höttl leitete ab 1952 die Privatmittelschule Bad Aussee, die Jugendliche mit Schulschwierigkeiten zur Matura führte. Sie wurde unter anderem von Hans Pusch, Jochen Rindt und André Heller besucht. Letzterer bezeichnete sie als „Nazi-Reservat“. Höttl stellte ihn, anspielend auf die in der Familie nicht gelebte jüdische Herkunft, am ersten Schultag 1958 mit folgenden Worten der Klasse vor: „Das ist der Heller, setzt euch nicht neben ihn, der hat böses Blut.“
1953 arbeitete Höttl unter dem Decknamen „Papermill“ wieder für amerikanische Nachrichtendienste wie den CIC. Für diesen baute er u. a. mit den ehemaligen SS-Männern Karl Kowarik und Erich Kernmayer ein Informantennetzwerk auf. Dabei arbeiteten sie gegen kommunistische Kräfte wie die KPÖ. Gleichzeitig unterstützte Höttl mit den dafür bereitgestellten Geldern den VdU, einen Vorgänger der FPÖ, und war Österreichkorrespondent für die rechtsextreme Deutsche Soldaten-Zeitung.
Während des Eichmann-Prozesses erklärte Höttl: „Eichmann war der Spediteur zum Tode.“
Martin Haidinger, der Historiker und Autor des Buches Wilhelm Höttl. Spion für Hitler und die USA, legt nahe, dass Höttl gemeinsam mit seinem Agentenkollegen Heinrich „Harry“ Mast an der Auffindung Eichmanns durch den Mossad in Argentinien beteiligt gewesen sein könnte.
1961 wurde der Ausseer Privatmittelschule das Recht zur Abhaltung von Reifeprüfungen entzogen, und im Jänner 1964 ging sie in Konkurs. Sie kam anschließend an die Gemeinde Bad Aussee und ist seit 1978 Bundesschule.
Höttl erhielt im Sommer 1995 von Landeshauptmann Josef Krainer trotz Protesten der „Lagergemeinschaft Mauthausen“ das Goldene Ehrenzeichen des Landes Steiermark und wurde als Historiker und Ausseer Schulgründer gewürdigt.
Am 27. Juli 1999 starb Wilhelm Höttl in Bad Aussee auf der Adresse Grundlseer Straße 230, dem damaligen LKH Bad Aussee. Er wurde am Altausseer Friedhof beerdigt; in Altaussee hatte er bis zuletzt gelebt. Seine Ehefrau war nur wenige Monate vor ihm gestorben.

## Veröffentlichungen
- Die Anfänge der deutschen Turnerbewegung und die Untersuchung gegen Jahn und seine Mitkämpfer, Dissertation, Universität Wien 1937
- Walter Hagen [Pseudonym]: Die geheime Front. Organisation, Personen und Aktionen des deutschen Geheimdienstes. Nibelungen-Verlag, Linz 1950
- Walter Hagen [Pseudonym]: Unternehmen Bernhard. Ein historischer Tatsachenbericht über die größte Geldfälscheraktion aller Zeiten. Welsermühl Verlag, Wels und Starnberg 1955
- Einsatz für das Reich. Im Auslandsgeheimdienst des Dritten Reiches. Verlag S. Bublies, Koblenz 1997, ISBN 3-926584-41-6.